# Filomena Cautela
Filomena José Dias Fernandes Cautela (Lisboa, 16 de diciembre de 1984) es una presentadora de televisión y actriz portuguesa.

## Carrera
Cautela inició su carrera como actriz en teatro en 2000. En 2004 debutó en el cine, y en 2005 fue contratada como presentadora por MTV Portugal.
Cautela continuó su carrera como actriz tanto en cine como en teatro, mientras que su carrera como presentadora de televisión la llevó a distintos programas y canales de televisión. Ha sido presentadora del late night show 5 Para A Meia-Noite en la televisión pública portuguesa RTP desde 2015. Entre otros proyectos, en 2017 fue copresentadora del Festival da Canção, y portavoz de los votos del jurado portugués en el Festival de la Canción de Eurovisión 2017.
En mayo de 2018, Cautela presentó junto a Daniela Ruah, Sílvia Alberto y Catarina Furtado la LXIII edición del Festival de la Canción de Eurovisión que se celebró en el Altice Arena en Lisboa.

## Filmografía

### Televisión
- 2002-2004: Morangos com Açúcar (como Carla Santos Silva)
- 2003: Ana e os Sete (como Sandra)
- 2004: Inspetor Max (como Margarida / Sandra)
- 2005: Mundo Meu (como Sylvie)
- 2006: Bocage (como Ana Perpétua)
- 2007: Vingança (como Érica)
- 2007: Aqui não há quem viva (como Ângela)
- 2008: Chiquititas (como Antonieta)
- 2010: Cidade Despida (como Joana)
- 2010: República (como Marta)
- 2015-2016: Santa Bárbara (como Maria Ana)
- 2016-2017: Ministério do Tempo (como Mafalda Torres)
- 2017: Inspector Max (como Judite)
- 2019-: O jogo de todos os jogos (presentadora)

### Cine
- 2004 - Quinta dos Anjos (como Isabel)
- 2004 - Anita na Praia
- 2005 - Viúva Rica Solteira Não Fica (como Miquelina)
- 2009 - O Destino do Sr. Sousa
- 2009 - Night Shop (como Laura)
- 2012 - Videovigilância (como Ticha)

### Otros
- 2019 - Evento VortalVision´19 (como Filomena Cautela)